# Discographie de Dua Lipa
La discographie de Dua Lipa se compose de trois albums studio, quatre EP et une trentaine de singles.
En 2015, Dua Lipa sort son premier single, New Love, mais c'est avec le titre suivant, Be the One, qu'elle connaît le succès. Après plusieurs autres singles, elle publie son premier album en 2017, atteignant la première place de plusieurs pays avec des titres comme New Rules, IDGAF et One Kiss (avec Calvin Harris).
Son deuxième album, Future Nostalgia, sort en 2020 et connaît à son tour un grand succès, grâce notamment aux singles Don't Start Now, Physical, Break My Heart, Levitating ou encore Love Again.
Après plusieurs collaborations remarquées (parmi lesquelles Fever avec Angèle, Prisoner avec Miley Cyrus, et Cold Heart avec Elton John), elle participe à la bande originale du film Barbie en 2023 avec le titre Dance the Night.
Son troisième album intitulé Radical Optimism, annoncé par les singles Houdini, Training Season et Illusion, est sorti le 3 mai 2024,.

## Albums

### Albums studio
| Album                                     | Classements | Classements | Classements | Classements | Classements | Classements | Classements | Classements | Classements | Classements | Classements | Classements | Classements | Classements | Classements | Classements | Certifications                                             |
| Album                                     | É-U         | CAN         | R-U         | IRL         | FRA         | ESP         | ITA         | SUI         | BE/W        | BE/F        | P-B         | ALL         | AUT         | SUE         | AUS         | N-Z         | Certifications                                             |
| ----------------------------------------- | ----------- | ----------- | ----------- | ----------- | ----------- | ----------- | ----------- | ----------- | ----------- | ----------- | ----------- | ----------- | ----------- | ----------- | ----------- | ----------- | ---------------------------------------------------------- |
| Dua Lipa - Label : Warner Records         | 27          | 14          | 3           | 3           | 59          | 11          | 29          | 11          | 19          | 6           | 6           | 22          | 36          | 8           | 8           | 7           | : Platine : 5x Platine : 3x Platine : 2x Platine : Or : Or |
| Future Nostalgia - Label : Warner Records | 3           | 2           | 1           | 1           | 5           | 1           | 3           | 4           | 5           | 2           | 1           | 4           | 2           | 4           | 1           | 1           | : Platine : 5x Platine : 2x Platine : Diamant : Or : Or    |
| Radical Optimism - Label : Warner Records | 2           | 3           | 1           | 2           | 1           | 1           | 2           | 2           | 1           | 2           | 1           | 3           | 1           | 4           | 2           | 2           | : Or : Or : Platine                                        |

### Albums en concert
| Album                                                    | Classements | Classements | Classements | Classements | Classements | Classements | Classements | Classements | Classements | Classements | Classements | Classements | Classements | Classements | Classements | Classements | Certifications |
| Album                                                    | É-U         | CAN         | R-U         | IRL         | FRA         | ESP         | ITA         | SUI         | BE/W        | BE/F        | P-B         | ALL         | AUT         | SUE         | AUS         | N-Z         | Certifications |
| -------------------------------------------------------- | ----------- | ----------- | ----------- | ----------- | ----------- | ----------- | ----------- | ----------- | ----------- | ----------- | ----------- | ----------- | ----------- | ----------- | ----------- | ----------- | -------------- |
| Live From the Royal Albert Hall - Label : Warner Records |             |             |             |             |             |             |             |             |             |             |             |             |             |             |             |             |                |

### EP
- 2016 : Spotify Sessions
- 2017 : The Only
- 2017 : Live Acoustic
- 2019 : Deezer Sessions

## Singles

### Années 2010
| Année | Single                                   | Classements | Classements | Classements | Classements | Classements | Classements | Classements | Classements | Classements | Classements | Classements | Classements | Classements | Classements | Classements | Classements | Album            |
| Année | Single                                   | É-U         | CAN         | R-U         | IRL         | FRA         | ESP         | ITA         | SUI         | BE/W        | BE/F        | P-B         | ALL         | AUT         | SUE         | AUS         | N-Z         | Album            |
| ----- | ---------------------------------------- | ----------- | ----------- | ----------- | ----------- | ----------- | ----------- | ----------- | ----------- | ----------- | ----------- | ----------- | ----------- | ----------- | ----------- | ----------- | ----------- | ---------------- |
| 2015  | New Love                                 | -           | -           | -           | -           | -           | -           | -           | -           | -           | -           | -           | -           | -           | -           | -           | -           | Dua Lipa         |
| 2015  | Be the One                               | -           | -           | 9           | 25          | 42          | -           | 28          | 11          | 42          | 1           | 11          | 11          | 7           | 100         | 6           | 20          | Dua Lipa         |
| 2016  | Last Dance                               | -           | -           | -           | -           | -           | -           | -           | -           | -           | -           | -           | -           | -           | -           | -           | -           | Dua Lipa         |
| 2016  | Hotter than Hell                         | -           | -           | 15          | 24          | -           | -           | -           | -           | 34          | 20          | 32          | 71          | 65          | 44          | 17          | -           | Dua Lipa         |
| 2016  | Blow Your Mind (Mwah)                    | 72          | -           | 30          | 40          | -           | -           | -           | -           | 37          | 44          | -           | -           | -           | -           | 59          | -           | Dua Lipa         |
| 2016  | No Lie (avec Sean Paul)                  | -           | -           | 10          | 31          | 27          | -           | 11          | 32          | 18          | 44          | 14          | 10          | 13          | -           | -           | -           | Dua Lipa         |
| 2017  | Scared to Be Lonely (avec Martin Garrix) | 76          | 32          | 14          | 12          | 32          | 21          | 21          | 10          | 26          | 10          | 3           | 9           | 10          | 3           | 14          | 8           | Dua Lipa         |
| 2017  | Lost in Your Light (avec Miguel)         | -           | -           | 86          | 97          | -           | -           | -           | -           | -           | -           | -           | -           | -           | -           | -           | -           | Dua Lipa         |
| 2017  | New Rules                                | 6           | 7           | 1           | 1           | 32          | 12          | 8           | 11          | 4           | 1           | 1           | 9           | 11          | 7           | 2           | 3           | Dua Lipa         |
| 2018  | IDGAF                                    | 49          | 29          | 3           | 1           | 71          | 31          | 12          | 19          | 3           | 4           | 8           | 12          | 6           | 15          | 3           | 5           | Dua Lipa         |
| 2018  | One Kiss (avec Calvin Harris)            | 26          | 6           | 1           | 1           | 2           | 13          | 8           | 2           | 1           | 1           | 1           | 1           | 1           | 4           | 3           | 6           | Dua Lipa         |
| 2018  | Electricity (avec Silk City)             | 62          | 61          | 4           | 6           | 149         | 53          | 56          | 46          | 17          | 6           | 13          | 64          | 61          | 51          | 22          | 25          | Dua Lipa         |
| 2018  | Kiss and Make Up (avec Blackpink)        | 93          | 44          | 36          | 15          | -           | 68          | 91          | 45          | -           | -           | 48          | 48          | 34          | 32          | 33          | 32          | Dua Lipa         |
| 2018  | If Only (avec Andrea Bocelli)            | -           | -           | -           | -           | -           | -           | -           | -           | -           | -           | -           | -           | -           | -           | -           | -           | Sì               |
| 2019  | Swan Song                                | -           | 99          | 24          | 24          | 196         | -           | -           | 96          | -           | 50          | -           | 99          | -           | 67          | 68          | -           |                  |
| 2019  | Don't Start Now                          | 2           | 3           | 2           | 1           | 12          | 12          | 11          | 7           | 3           | 2           | 5           | 10          | 6           | 12          | 2           | 3           | Future Nostalgia |

### Années 2020
| Année | Single                                               | Classements | Classements | Classements | Classements | Classements | Classements | Classements | Classements | Classements | Classements | Classements | Classements | Classements | Classements | Classements | Classements | Album                   |
| Année | Single                                               | É-U         | CAN         | R-U         | IRL         | FRA         | ESP         | ITA         | SUI         | BE/W        | BE/F        | P-B         | ALL         | AUT         | SUE         | AUS         | N-Z         | Album                   |
| ----- | ---------------------------------------------------- | ----------- | ----------- | ----------- | ----------- | ----------- | ----------- | ----------- | ----------- | ----------- | ----------- | ----------- | ----------- | ----------- | ----------- | ----------- | ----------- | ----------------------- |
| 2020  | Physical                                             | 60          | 54          | 3           | 2           | 30          | 24          | 18          | 15          | 2           | 3           | 15          | 14          | 13          | 42          | 9           | 16          | Future Nostalgia        |
| 2020  | Break My Heart                                       | 13          | 13          | 6           | 3           | 56          | 22          | 21          | 18          | 8           | 14          | 12          | 26          | 20          | 21          | 7           | 12          | Future Nostalgia        |
| 2020  | Hallucinate                                          | -           | -           | 31          | 40          | -           | 73          | 99          | -           | -           | -           | 55          | -           | -           | -           | -           | -           | Future Nostalgia        |
| 2020  | Un día (One Day) (avec J Balvin, Bad Bunny et Tainy) | 63          | 70          | 72          | 55          | 144         | 6           | 23          | 30          | 18          | -           | 24          | 94          | -           | -           | -           | -           | Future Nostalgia        |
| 2020  | Levitating                                           | 2           | 1           | 5           | 4           | 24          | 71          | 41          | 11          | 27          | 32          | 23          | 16          | 12          | 20          | 4           | 5           | Future Nostalgia        |
| 2020  | Fever (avec Angèle)                                  | -           | -           | 79          | 36          | 1           | -           | -           | 9           | 1           | 1           | -           | 85          | -           | -           | -           | -           | Future Nostalgia        |
| 2020  | Prisoner (avec Miley Cyrus)                          | 54          | 17          | 8           | 5           | 76          | 26          | 34          | 11          | 31          | 27          | 20          | 20          | 15          | 23          | 13          | 24          | Future Nostalgia        |
| 2021  | We're Good                                           | 31          | 21          | 25          | 17          | 95          | 54          | 66          | 38          | 34          | 32          | 25          | 52          | 29          | 31          | 24          | 24          | Future Nostalgia        |
| 2021  | Love Again                                           | 41          | 11          | 51          | 36          | 41          | 90          | 61          | 43          | 2           | 5           | 21          | 44          | 50          | -           | 60          | -           | Future Nostalgia        |
| 2021  | Demeanor (avec Pop Smoke)                            | 86          | 26          | 14          | 20          | 131         | -           | -           | 63          | -           | -           | -           | -           | -           | 41          | 43          | -           | Faith                   |
| 2021  | Cold Heart (Pnau remix) (avec Elton John)            | 7           | 1           | 1           | 2           | 9           | 15          | 6           | 4           | 1           | 2           | 8           | 3           | 3           | 5           | 1           | 1           | The Lockdown Sessions   |
| 2022  | Sweetest Pie (avec Megan Thee Stallion)              | 15          | 19          | 31          | 14          | 153         | -           | -           | 54          | 42          | -           | -           | 76          | -           | 59          | 24          | 33          | Traumazine              |
| 2022  | Potion (avec Calvin Harris et Young Thug)            | 71          | 31          | 16          | 9           | 99          | -           | 90          | 31          | 28          | -           | 45          | 85          | 59          | 40          | 32          | 35          | Funk Wav Bounces Vol. 2 |
| 2023  | Dance the Night                                      | 6           | 4           | 1           | 1           | 5           | 48          | 20          | 3           | 1           | 1           | 4           | 7           | 4           | 25          | 3           | 5           | Barbie: The Album       |
| 2023  | Houdini                                              | 11          | 5           | 2           | 6           | 7           | 24          | 17          | 3           | 1           | 1           | 8           | 9           | 14          | 13          | 7           | 13          | Radical Optimism        |
| 2024  | Training Season                                      | 27          | 11          | 4           | 6           | 17          | 32          | 51          | 15          | 4           | 7           | 20          | 25          | 23          | 15          | 12          | 10          | Radical Optimism        |
| 2024  | Illusion                                             | 43          | 28          | 9           | 14          | 32          | 39          | 55          | 25          | 15          | 10          | 38          | 76          | 61          | 24          | 21          | 32          | Radical Optimism        |
| 2024  | These Walls (avec Pierre de Maere)                   | -           | 65          | 40          | 44          | 60          | -           | -           | -           | 8           | 11          | -           | -           | -           | 54          | -           | -           | Radical Optimism        |

### Collaborations
| Année | Titre                      | Artiste en featuring         | Nationalité de l'artiste   | Album                             |
| ----- | -------------------------- | ---------------------------- | -------------------------- | --------------------------------- |
| 2016  | No Lie                     | Sean Paul                    | Drapeau de la Jamaïque     | Dua Lipa                          |
| 2017  | Scared To Be Lonely        | Martin Garrix                | Drapeau des Pays-Bas       | Dua Lipa                          |
| 2017  | Lost In Your Light         | Miguel                       | Drapeau des États-Unis     | Dua Lipa                          |
| 2018  | One Kiss                   | Calvin Harris                | Drapeau du Royaume-Uni     | Dua Lipa                          |
| 2018  | Electricity                | Silk City                    | et                         | Dua Lipa                          |
| 2018  | Kiss and Make Up           | Blackpink                    | , - et                     | Dua Lipa                          |
| 2018  | If Only                    | Andrea Bocelli               | Drapeau de l'Italie        | Sì                                |
| 2019  | Not My Problem             | J.I.D                        | Drapeau des États-Unis     | Future Nostalgia                  |
| 2020  | Un día (One Day)           | J Balvin, Bad Bunny et Tainy | et                         | Future Nostalgia                  |
| 2020  | Levitating                 | DaBaby                       | Drapeau des États-Unis     | Future Nostalgia                  |
| 2020  | Fever                      | Angèle                       | Drapeau de la Belgique     | Future Nostalgia                  |
| 2020  | Prisoner                   | Miley Cyrus                  | Drapeau des États-Unis     | Plastic Hearts & Future Nostalgia |
| 2021  | Demeanor                   | Pop Smoke                    | Drapeau des États-Unis     | Faith                             |
| 2021  | Cold Heart                 | Elton John                   | Drapeau du Royaume-Uni     | The Lockdown Sessions             |
| 2022  | Sweetest Pie               | Megan Thee Stallion          | Drapeau des États-Unis     | Traumazine                        |
| 2022  | Potion                     | Calvin Harris et Young Thug  | et                         | Funk Wav Bounces Vol. 2           |
| 2024  | Talk Talk (backing vocals) | Charli XCX et Troye Sivan    | et -                       | Brat                              |
| 2024  | These Walls                | Pierre de Maere              | Drapeau de la Belgique     |                                   |
| 2025  | Handlebars                 | Jennie (Blackpink)           | Drapeau de la Corée du Sud | RUBY                              |